# Argyrodes bandanus
Argyrodes bandanus là một loài nhện trong họ Theridiidae.
Loài này thuộc chi Argyrodes. Argyrodes bandanus được Embrik Strand miêu tả năm 1911.